# عزلة بني الحارث (حجة)

تعديل مصدري - تعديل

عزلة بني الحارث هي إحدى عزل مديرية افلح الشام في محافظة حجة اليمنية ويبلغ تعداد سكانها 10911 نسمة حسب التعداد السكاني في اليمن لعام 2004.